# 파파하나우모쿠아케아 해양국립기념물

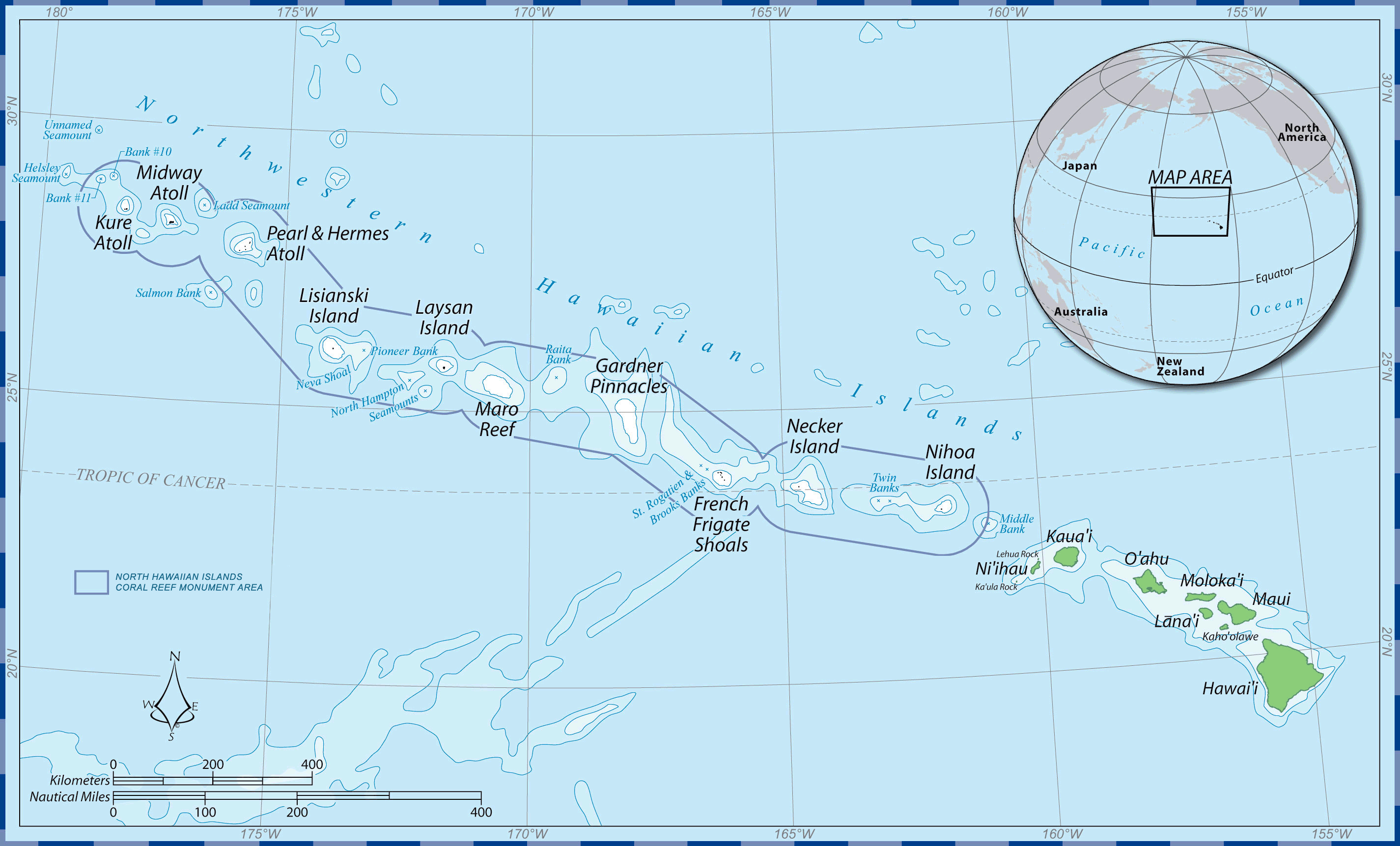
파파하나우모쿠아케아 해양국립기념물의 영역

파파하나우모쿠아케아 해양국립기념물(Papahānaumokuākea Marine National Monument)은 미국 북서 하와이 제도에 있는 열 개의 섬과 환초, 그리고 이를 둘러싼 36만 제곱킬로미터의 바다로, 미국의 국립 기념물이다.
2006년 6월 15일 조지 W. 부시에 의해 북서 하와이 섬 해양국립기념물로 지정되었다. 이듬해 2월 27일 하와이 토박이 이름인 파파하나우모쿠아케아로 바뀌었고, 3월 2일 영부인 로라 부시가 참여한 가운데 이름 변경 행사가 열렸다. 2010년 7월 브라질리아에서 열린 제34차 유네스코 세계유산위원회 회의에서 세계유산으로 지정되었다.

## 같이 보기
- 갈라파고스 제도
- 그레이트배리어리프
- 발데스반도